# Virgen Gorda
Virgen Gorda (anglificada parcialmente como  Virgin Gorda) é a terceira ilha maior (após Tortola e Anegada) da dependência das Ilhas Virgens Britânicas, cobre um área de 21,9 km². O navegador Cristóvão Colombo deu-lhe esse nome pela forma particular do seu território, sendo a sua principal localidade Spanish Town, no sudoeste da ilha.
Uma incomum formação geológica conhecida como "The Baths" ("Os Banhos") localizada no sul da ilha faz de Virgen Gorda um dos destinos turísticos preferidos. Nos banhos as praias mostram evidências das origens vulcânicas das ilhas. Ademais conta para o transporte aéreo com um aeroporto Virgin Gorda Airport.